# جوزيف مازيلو
جوزيف مازيلو (بالإنجليزية: Joseph Mazzello)‏ هو منتج أفلام وكاتب سيناريو وممثل أمريكي، ولد في 21 سبتمبر 1983 بقرية رينبك في الولايات المتحدة. بدأ مشواره المهني سنة 1990.

## أعمال

### أفلام
- (1993) الحديقة الجوراسية[4][5][6]
- (1997)  الحديقة الجوراسية[7][8][9]
- (2010) الشبكة الاجتماعية[10][11]
- (2013) جي. آي. جو: الانتقام[12]
- (2018) الملحمة البوهيمية[13]

### مسلسلات
- الهادئ[14]

## وصلات خارجية
- جوزيف مازيلو على موقع IMDb (الإنجليزية)
- جوزيف مازيلو على موقع روتن توميتوز (الإنجليزية)
- جوزيف مازيلو على موقع ألو سيني (الفرنسية)
- جوزيف مازيلو على موقع أول موفي (الإنجليزية)
- جوزيف مازيلو على موقع أول موفي (الإنجليزية)
- جوزيف مازيلو على موقع قاعدة بيانات الأفلام السويدية (السويدية)
- جوزيف مازيلو على موقع إن إن دي بي (الإنجليزية)
- جوزيف مازيلو على موقع قاعدة بيانات الفيلم (الإنجليزية)
- جوزيف مازيلو على موقع كينوبويسك (الروسية)